# Roger II. Trencavel
Roger II. Trencavel (francouzsky Roger II Trencavel, okcitánsky Rogièr II Trencavèl; † březen 1194) byl vikomt z Béziers, Carcassonne a Albi, vazal aragonské koruny a příznivec katarského hnutí.

## Život
Narodil se jako starší syn Raimonda Trencavela, nesmiřitelného nepřítele hrabat z Toulouse. Po otcově smrti bylo dohodnuto dvojité sňatkové spojení mezi oběma rody, jež mělo upevnit konečný smír, roku 1171 se tedy oženil s Adélou, dcerou toulouského hraběte Raimonda V. Když roku 1194 Roger Trencavel umíral, svěřil výchovu nezletilého syna místo manželce Adéle svému katarskému vazalovi Bertrandovi ze Saissacu.